# Robert Fisk
Robert William Fisk (Maidstone, 12 luglio 1946 – Dublino, 30 ottobre 2020) è stato un giornalista britannico.

## Biografia
È stato corrispondente dal Medio Oriente per il quotidiano britannico The Independent. Da circa 25 anni il reporter di guerra risiedeva nella capitale libanese Beirut.
Figlio di un ex soldato inglese della prima guerra mondiale, Robert Fisk studiò giornalismo in Inghilterra e in Irlanda. Lavorò come corrispondente in Irlanda, Ulster e Portogallo. Dal 1976 lavorò nel Medio Oriente, prima come corrispondente del The Times e successivamente come corrispondente per il quotidiano The Independent.
I suoi maggiori lavori riguardarono la guerra civile libanese (iniziata nel 1975), l'invasione sovietica dell'Afghanistan (1979), la guerra Iraq-Iran (1980-1988), l'invasione israeliana del Libano (1982), la guerra civile in Algeria e le guerre jugoslave. Seguì il conflitto israelo-palestinese, fu sul fronte della prima guerra del Golfo (1990-1991) e la seconda guerra del Golfo (2003).
Ha contribuito alla diffusione internazionale delle notizie riguardanti i massacri della guerra civile algerina, degli omicidi di Saddam Hussein, delle rappresaglie israeliane durante l'Intifada palestinese e le attività del governo degli Stati Uniti in Afghanistan e in Iraq. Il suo libro del 2005, Cronache mediorientali, è probabilmente la sua opera più nota, insieme a Il martirio di una nazione del 1990.
Il New York Times lo descrive come "probabilmente il più famoso corrispondente estero britannico".
Il 30 ottobre 2020, Fisk è morto all'ospedale St Vincent's Hospital di Dublino all'età di 74 anni, presumibilmente a causa di un ictus.

## Opere
- The Point of No Return: The Strike which Broke the British in Ulster, London: Times Books/Deutsch, 1975, ISBN 0-233-96682-X.
- Una giornata di pulizia etnica, in La notte del Kosovo. La crisi dei Balcani raccontata dai giornali di tutto il mondo, a cura di Jacopo Zanchini, Roma, I libri di Internazionale, 1999, ISBN 978-88-87028-09-6.
- In Time of War: Ireland, Ulster and the Price of Neutrality, 1939–1945, London: Gill & Macmillan, 1983-2001, ISBN 0-7171-2411-8.
- Il martirio di una nazione. Il Libano in guerra (Pity the Nation: Lebanon at War, 1990-2001), Milano, Il Saggiatore, 2010-2012, ISBN 88-56-503-26-3.
- Notizie dal fronte, Fandango, 2003, ISBN 978-88-875-1799-6. [raccolta di articoli scritti per The Independent]
- Cronache mediorientali. Il grande inviato di guerra inglese racconta cent'anni di invasioni, tragedie e tradimenti (The Great War for Civilisation: The Conquest of the Middle East, 2005), Milano, Il Saggiatore, 2006-2009, ISBN 88-56-500-49-3. Critico delle politiche occidentali e israeliane nel Medioriente, pur ricevendo buona accoglienza tra gli esperti di affari internazionali, il libro è stato bollato come zeppo di errori dall'ex ambasciatore britannico in Libia, Oliver Miles, in una recensione pubblicata sul quotidiano The Guardian.[3]
- The Age of the Warrior: Selected Writings, London: Fourth Estate, 2008 ISBN 978-0-00-727073-6.
- Robert Fisk on Algeria (2013) The Independent Print Limited, 2013.
- Robert Fisk on Afghanistan. Osama Bin Laden: 9/11 to Death in Pakistan, The Independent.

### Video documentari
Nel 1993 Fisk produsse una serie di tre video documentari intitolati From Beirut To Bosnia, che descrive come un tentativo di "scoprire perchė un numero sempre crescente di musulmani sono arrivati a odiare l'Occidente" ("to find out why an increasing number of Muslims had come to hate the West."). Fisk riporta che, dopo averli trasmessi integralmente, Discovery Channel non ha più trasmesso repliche dei suoi video documentari avendo ricevuto una serie di lettere da parte di gruppi pro-Israele come il CAMERA (Committee for Accuracy in Middle East Reporting in America).

## Premi e onorificenze
Nel corso della sua carriera, Robert Fisk ha ricevuto numerosi premi, riconoscimenti e onorificenze.

È stato insignito sette volte del titolo di Giornalista internazionale dell'anno (British International Journalist of the Year award) nell'ambito dei premi della stampa britannica (British Press Awards), e due volte del titolo di Reporter dell'anno (Reporter of the Year award).

Inoltre ha ricevuto dei riconoscimenti da Amnesty International nel 1992 per il suo servizio "The Other Side of the Hostage Saga", nel 1998 per i suoi reportage dall'Algeria e nel 2000 per i suoi articoli sull'operazione Allied Force contro la Jugoslavia.

Fisk ha ricevuto la laurea honoris causa dalle seguenti università:
- Università di Lancaster nel 1984[9]
- Università di St. Andrews nel 2004[10]
- Università Carleton nel 2004[11]
- Università americana di Beirut nel 2006[12]
- Queen's University Belfast nel 2006[13]
- Università del Kent nel 2008[14]
- Trinity College (Dublino) nel 2008[15]
- Liverpool Hope University nel 2009[16][17]
- Dottorato onorario dell'Open University nel 2003[18]

Ha inoltre ricevuto i seguenti riconoscimenti:
- il Jacob's Award per i suoi servizi sulla guerra del Golfo sull'irlandese RTÉ Radio 1 nel 1991[19]
- l'Orwell Prize per il giornalismo nel 1999[20]
- il David Watt Prize per l'indagine condotta sul genocidio armeno del 1915 da parte dell'Impero ottomano nel 2001[21]
- il Premio Martha Gellhorn per il giornalismo nel 2002[22]
- il Premio giornalistico Archivio Disarmo "Colombe d'Oro per la Pace" 2004[23]
- il Lannan Cultural Freedom Prize nel 2006[24]
- la Medaglia d'oro per Contributo Straordinario al pubblico dibattito della College Historical Society del Trinity College (Dublino) nel 2009[25]
- il Premio Internazionale Amalfi Coast Media Award nel 2011[26]

Ha tenuto una conferenza nell'ambito dell'Edward Said Memorial lecture all'Università di Adelaide nel 2005